# Ilmari Voudelin

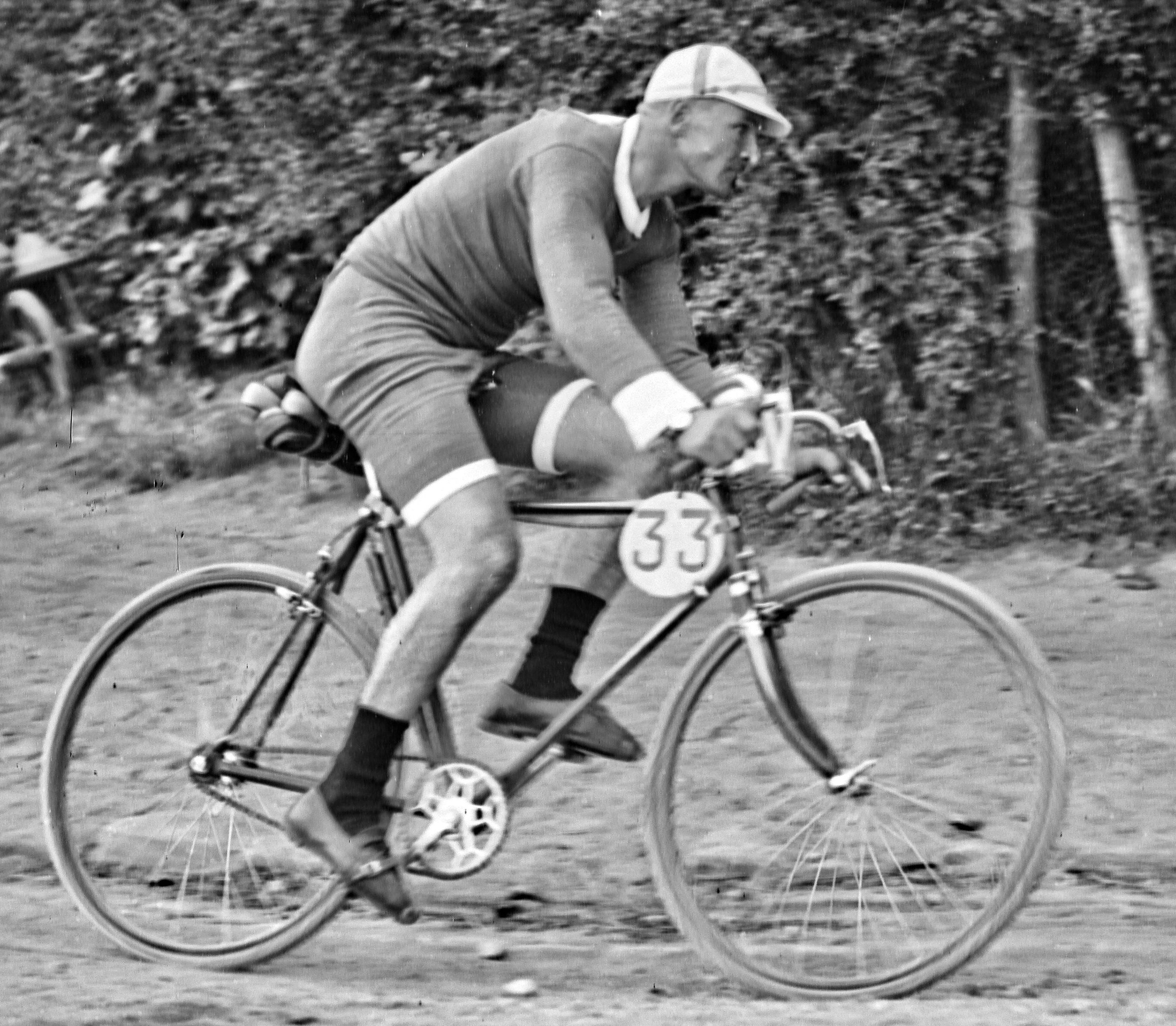
Ilmari Voudelin (1924)

Toivo Ilmari Voudelin (* 21. Juni 1896 in Pukkila; † 14. April 1946 in Orimattila) war ein finnischer Radrennfahrer.

## Sportliche Laufbahn
Voudelin war im Straßenradsport aktiv. Er war Teilnehmer der Olympischen Sommerspiele 1924 in Paris. Im olympischen Straßenrennen belegte er den 47. Platz. In der Mannschaftswertung kam das finnische Team mit Ilmari Voudelin auf den 13. Platz. Über sein weiteres Leben und seine sportlichen Erfolge ist nichts bekannt.